# 分蘖
分蘖（ぶんけつ）とはイネ科などの植物の根元付近から新芽が伸びて株分かれする事。

## 概要
植物の根元付近や切り株から伸びた新芽を蘖（ひこばえ）というが、蘖が伸びて株が増える事を分蘖という。
稲・麦・サトウキビなどの栽培では収量を増やすため、肥培や土壌を管理して分蘖を促進する。
成長時に分蘖して株が増えて大きくなるのを見越し、分蘖数の多い作物・品種では疎植を行い、少ないものでは密植を行う。

## 読み方
「蘖」の読みは、「ひこばえ・げつ・げち」であり、「ぶんげつ」と濁るように思われるが、日本国語大辞典〔第2版〕は、「ぶんけつ」で清んだ読みを立項する。初期の用例としては、久田二葉『園芸十二ケ月』（1906年）、岐阜県産業課『稲作の一年』（1928年）などが、「ぶんけつ」と振り仮名をふり、辻川已之助「農芸文庫. 稲の巻」（1915年）が、「ぶんげつ」と振り仮名をふる。